# Meine schrecklich verwöhnte Familie
Meine schrecklich verwöhnte Familie (Originaltitel Pourris gâtés) ist eine französische Filmkomödie aus dem Jahr 2021 von Regisseur Nicolas Cuche nach einem Drehbuch von Laurent Turner und Nicolas Cuche mit Gérard Jugnot, Camille Lou, Artus und Louka Méliava.
Es handelt sich um eine Neuverfilmung des mexikanischen Films Die Kinder des Señor Noble (Nosotros los Nobles) aus dem Jahr 2013 von Gary Alazraki, der wiederum auf dem Theaterstück El gran calavera von Adolfo Torrado Espada beruht, das auch als Vorlage für Der große Lebemann (1949) von Luis Buñuel diente.

## Handlung
Francis Bartek ist ein verwitweter Bauunternehmer und Millionär, seine drei erwachsenen Kinder Stella, Philippe und Alexandre führen ein sorgloses Leben auf Kosten ihres Vaters. Nach einem Herzinfarkt ist Francis es leid, dass ihm seine Kinder auf der Tasche liegen.
Mit Unterstützung seiner rechten Hand Ferrucio beschließt er, ihnen eine Lektion zu erteilen. Er täuscht eine Razzia wegen eines angeblichen Steuerdelikts und einen Bankrott vor. Die drei Kinder sehen sich in der Folge gezwungen, mit ihrem Vater in dessen baufälligem Elternhaus in der Nähe von Marseille unterzutauchen. Aufgrund der vermeintlichen Notlage schickt Francis seine Kinder auf Arbeitssuche. Stella findet einen Job als Kellnerin, Philippe wird Fahrradtaxifahrer, Alexandre hilft seinem Vater beim Renovieren.
Nachdem Stellas Verlobter Juan Carlos die Familie ausfindig gemacht und das Spiel von Francis durchschaut hat, wird dieser von Juan Carlos erpresst und droht aufzufliegen. Stella soll ihn dringend heiraten, damit er an das Familienvermögen gelangt. Am Tag der Hochzeit erfährt Stella, dass Juan Carlos eigentlich Kévin Lepoutre heißt. Der behauptet, dass seine Familie bedroht worden sei und eine neue Identität habe annehmen müssen. 
Um die Hochzeit zu verhindern gesteht Francis seinen Kindern schließlich, dass er die Pleite nur erfunden hat, damit sie selbständig werden. Die Kinder sind zunächst von ihm enttäuscht und kehren ihm den Rücken zu, einige Zeit später kommt es aber zur Aussöhnung.

## Besetzung und Synchronisation
Die deutschsprachige Synchronisation übernahm die Neue Tonfilm München. Dialogregie führte Eva Schaaf, die auch das Dialogbuch schrieb.
| Rolle                        | Darsteller           | Synchronsprecher        |
| ---------------------------- | -------------------- | ----------------------- |
| Francis Bartek               | Gérard Jugnot        | Stefan Krause           |
| Stella Bartek                | Camille Lou          | Maresa Sedlmeir         |
| Philippe Bartek              | Artus                | Paul Sedlmeir           |
| Alexandre Bartek             | Louka Meliava        | Tim Schwarzmaier        |
| Ferrucio                     | François Morel       | Martin Umbach           |
| Juan Carlos / Kévin Lepoutre | Tom Leeb             | Markus Pfeiffer         |
| Arbeitsvermittlerin          | Anne Le Forestier    | Stefanie Dischinger     |
| Bauarbeiter                  | Frédéric Patois      | Matthias Kupfer         |
| Dolmetscherin                | Eléa Clair           | Melanie Manstein        |
| Gast                         | Jean-François Malet  | Thomas Wenke            |
| Laura                        | Clara Joly           | Leslie-Vanessa Lill     |
| Malek                        | Ichem Bougheraba     | Karim El Kammouchi      |
| Marguerite                   | Colette Kraffe       | Bettina Redlich         |
| Matthias                     | Joffrey Verbruggen   | Louis Friedemann Thiele |
| Pierre                       | Jean-Baptiste Sagory | Jan Makino              |
| Standesbeamter               | Eric Marcel          | Andreas Thiele          |
| stellvertr. Bürgermeister    | Fabien Ara           | Andreas Thiele          |

## Produktion und Hintergrund
Der Film wurde von der französischen Borsalino Productions und TF1 Studio produziert, Produzenten waren Gaël Nouaille, Laurent Baudens, Emilie Pégurier und Nathalie Toulza Madar. Die Dreharbeiten fanden in Marseille, Fos-sur-Mer und Monaco statt. 
Den Vertrieb übernahm in Frankreich Apollo Films und in Deutschland Telepool.
Die Kamera führte Tristan Tortuyaux, die Musik stammte von Alexandre Azaria, die Montage verantwortete Frédérique Olszak. Das Szenenbild gestaltete Bertrand L’Herminier, das Kostümdesign Laetitia Bouix und den Ton Laurent Lafran.

## Veröffentlichung
2021 wurde der Film am Festival de l’Alpe d’Huez gezeigt. Der Kinostart war in Frankreich am 15. September 2021, in Deutschland am 12. Mai 2022 und in Österreich am darauffolgenden Tag.
Die Erstausstrahlung auf Canal+ erfolgte am 3. August 2022 und auf TF1 am 30. Juli 2023. Im ZDF wurde der Film am 29. Juli 2024 gezeigt. ORF-Premiere war am 26. August 2024.

## Rezeption
Oliver Armknecht vergab auf film-rezensionen.de 5 von 10 Punkten. Der Film wolle aus dem Realitätsschock komische Szenen gewinnen, dafür fehlten aber die Ideen. Auch bei der obligatorischen Aussöhnung gebe man sich keine Mühe.
Michael Ranze schrieb auf Filmdienst.de, dass die oberflächliche Komödie sich nicht für soziale Ungleichheit interessiere, sondern mit komischen Situationen vorrangig unterhalten wolle. An den stereotypen Figuren nehme man jedoch nur wenig Anteil, einzig der Vater löse mit seiner Trauer über den Verlust seiner Frau und dem Bedauern über die Entfremdung von seinen Kindern Empathie aus.
In der ZDF-Mediathek erreichte der Film im Juli 2024 eine Nettoreichweite von 335.000 Personen und lag damit auf Platz 3 der Monats-Charts in den Mediatheken-Zahlen der AGF.